# Danny Vukovic
Danny Vukovic (Sydney, 27 de març de 1985) és un exfutbolista australià que jugava en la posició de porter.

## Selecció d'Austràlia
Va formar part de l'equip australià a la Copa Confederacions 2017.